# Škofija Gaspé
Škofija Gaspé je rimskokatoliška škofija s sedežem v Gaspéju (Québec, Kanada).

## Geografija
Škofija zajame področje 20.637 km² s 96.924 prebivalci, od katerih je 84.671 rimokatoličanov (87,4 % vsega prebivalstva).
Škofija se nadalje deli na 61 župnij.

## Škofje
- François-Xavier Ross (11. december 1922-5. julij 1945)
- Albini LeBlanc (22. december 1945-17. maj 1957)
- Paul Bernier (9. september 1957-21. november 1964)
- Jean-Marie Fortier (19. januar 1965-20. april 1968)
- Joseph Gilles Napoléon Ouellet (5. oktober 1968-27. april 1973)
- Bertrand Blanchet (21. oktober 1973-16. oktober 1992)
- Raymond Dumais (27. december 1993-21. julij 2001)
- Jean Gagnon (15. november 2002-danes)